# Can We Dance
Can We Dance är en poprocklåt av det brittiska poprockbandet The Vamps som släpptes den 29 september 2013. Det är deras debutsingel från deras debutalbum Meet the Vamps som släpptes den 14 april 2014. 
Låten är skriven av Timz Aluo, Bruno Mars (som även har producerat den), Philip Lawrence, Amund Bjørklund, Espen Lind (Bjørklund och Lind är huvudmännen i produktionsteamet Espionage, även de har producerat den) och Karl Michael.